# Olympische Jugend-Sommerspiele 2010/Teilnehmer (St. Kitts und Nevis)
| Gelbes Symbol für Goldmedaillen mit stilisierten Olympischen Ringen | Graues Symbol für Silbermedaillen mit stilisierten Olympischen Ringen | Braundes Symbol für Bronzemedaillen mit stilisierten Olympischen Ringen |
| ------------------------------------------------------------------- | --------------------------------------------------------------------- | ----------------------------------------------------------------------- |
| —                                                                   | —                                                                     | —                                                                       |

Die Jugend-Olympiamannschaft aus St. Kitts und Nevis für die I. Olympischen Jugend-Sommerspiele vom 14. bis 26. August 2010 in Singapur bestand aus zwei Athleten.

## Athleten nach Sportarten

### Leichtathletik
| Mädchen - Odinakachukwa Miller 100 m: 14. Platz | Jungen - Lonzo Wilkinson 200 m: 21. Platz |